# Leonida Bagration-Mukhrani
Leonida Georgievna Bagration-Mukhrani (em georgiano: ლეონიდა გიორგის ასული ბაგრატიონი), também chamada Leonida Georgievna Romanova (em russo: Леонида Георгиевна Романова) (Tíflis, 6 de outubro de 1914 - Madri, 23 de maio de 2010), foi uma princesa descendente da Casa Real da Geórgia e grã-duquesa da Rússia, pelo seu casamento com Vladimir Kirillovich da Rússia, pretendente ao trono daquele país. Foi uma ativa defensora das reivindicações de seu marido e sua filha, Maria Vladimirovna, para serem aceitos como chefes legítimos da dinastia Romanov e soberanos de jure do Império Russo.